# ميركو كيوديني
ميركو كيوديني (بالإيطالية: Mirko Cudini)‏ (1 سبتمبر 1973 في إيطاليا - ) هو لاعب كرة قدم إيطالي في مركز الدفاع. لعب مع نادي أسكولي ونادي أفيلينو ونادي بيروجيا ونادي تورينو ونادي جنوى ونادي ساليرنيتانا ونادي فيتشينزا ونادي كالياري ونادي مونزا وايه إس دي سامبينديتيس كالتشيو ‏ وFermana FC ‏.